# Dominique Varlet
Dominique Marie Varlet, lateinisch Dominicus Maria Varlet (* 15. März 1678 in Paris; † 14. Mai 1742 in Den Haag) war römisch-katholischer Titularbischof von Askalon. Er gehörte zu den Mitbegründern der Alt-Katholischen Kirche der Niederlande.

## Leben

### Frühe Jahre
Varlet wurde am 15. März 1678 als Sohn von Schauspielern in Paris geboren. Sein Vater war Achille Varlet, bekannt als Sieur de Verneuil; sein Onkel Charles Varlet (Künstlername La Grange) war einer der bekanntesten Schauspieler in der Truppe von Molière. Wie Molière und dessen Freunde, darunter auch der Naturwissenschaftler und Philosoph Blaise Pascal, standen wohl auch Varlets Eltern den jansenistischen Kreisen des Klosters Port-Royal nahe.

### Priester
Er studierte im Hauptseminar der Oratorianer in Paris, die ebenfalls von Port-Royal beeinflusst waren, und promovierte 1706 an der Sorbonne. Im selben Jahr empfing er die Priesterweihe und übte sein Amt zunächst in verschiedenen Pfarreien in der Gegend von Paris aus. 1711 wurde er in die Societé des Missions Etrangères aufgenommen, die ihn 1712 nach Kanada entsandte. Dort wirkte er in den Jahren 1713 bis 1718 in der Region Québec sowie in Louisiana und Illinois.

### Bischof
Varlet wurde nach Paris zurückgerufen, um nach Persien gesandt zu werden. Papst Clemens XI. ernannte ihn 1718 zum Titularbischof von Ascalon und Koadjutor des Bischofs von Babylon, Louis-Marie Pidou de Saint-Olon. Am 19. Februar 1719 spendete ihm Jacques de Goyon de Matignon, Bischof von Condom, die Bischofsweihe; Mitkonsekratoren waren Louis-François Du Plessis de Mornay, Koadjutor-Bischof von Québec, und Jean-Baptiste Massillon, Bischof von Clermont. Am nächsten Tag traf in Paris die Meldung ein, dass Bischof Pidou von Babylon bereits Ende 1717 verstorben war und Varlet demzufolge sein Nachfolger war.
Varlet machte sich sofort auf den Weg in sein Bistum. Mit einem französischen Konsul reiste er in die Niederlande, wo er bei Cornelius Steenoven, dem späteren Erzbischof von Utrecht, einkehrte. Der bischöfliche Stuhl von Utrecht war zu jener Zeit vakant, daher nahm Varlet dort einige Firmungen vor, was in Rom allgemeine Bestürzung hervorrief. Die Nuntiaturen in Polen und Deutschland wurden angewiesen, Varlet sofort zu verhaften.
Nichts ahnend nahm Varlet ein Schiff nach St. Petersburg. Nach siebeneinhalb Monaten kam er in Schamake (heute Aserbaidschan) an, konnte aber wegen eines Bürgerkrieges nicht in seine Bischofsstadt Hamadan weiterreisen. Am 26. März 1720 überreichte ihm ein Vertreter der Kurie die Suspension, die der Papst ein Jahr zuvor ausgesprochen hatte, weil er in Holland gefirmt und die Bulle Unigenitus Dei filius nicht unterzeichnet hatte.

### Varlet in den Niederlanden
Varlet kehrte nach Paris zurück und wehrte sich gegen seine Verurteilung, was in Rom übel aufgenommen wurde. Der Aufenthalt in Paris wurde ihm zu unsicher, er ging nach Holland ins Exil. Der Druck aus Rom wurde noch stärker, als das Domkapitel von Utrecht zur Wahl eines Erzbischofs ohne die Einwilligung Roms schritt. Am 27. April 1723 wählte es dennoch Cornelius Steenoven, der am 15. Oktober 1724 von Varlet zum Bischof geweiht wurde. Dies trug allen Beteiligten die Exkommunikation ein.
Nach Steenovens frühem Tod wählte das Domkapitel Barchman Wuytiers zum Erzbischof, der 1725 wiederum von Varlet geweiht wurde. Wuytiers starb bereits 1733, noch keine vierzig Jahre alt. Das Domkapitel wählte Theodorus van der Croon zum Nachfolger. Varlet weigerte sich zunächst, die Weihe vorzunehmen. In den Fragen von Wucher („Ist es erlaubt, Zins zu nehmen?“ von Varlet abgelehnt) und Wundern (wunderhafte Heilungen in den Niederlanden, von Varlet verteidigt) nahm Varlet eine Außenseiterposition ein, in die ihm das Domkapitel jedoch folgen musste, um für den neugewählten Erzbischof die Bischofsweihe zu erhalten. Diese erfolgte 1734, nach eineinhalb Jahren. Schon vier Jahre später starb auch dieser Erzbischof. Das Domkapitel wählte Petrus Johannes Meindaerts zum Nachfolger, der am 17. Oktober 1739 von Varlet geweiht wurde.
Varlet, zu dieser Zeit bereits ein schwerkranker Mann, starb 1742. Nach Bagdad war er nicht mehr gekommen; die Diözese leitete seit 1728 der Provikar Emmanuel Ballyet OCD, der auch sein Nachfolger als Bischof wurde.